# La conducta de los organismos
La conducta de los organismos: Un análisis experimental es el primer libro del psicólogo B. F. Skinner. Se publicó en mayo de 1938 como un volumen de la colección Century Psychology Series. En él se establecen los parámetros para el sistema conceptual y metodológico que vendría a llamarse análisis experimental del comportamiento y análisis de la conducta. El libro fue revisado en 1939 por Ernest R. Hilgard.

## Ediciones en español
El libro fue editado en español por primera vez en 1975, no siendo reeditado nuevamente hasta 2021 por ABA España.